# Hunt to Kill
Pour plus de détails, voir Fiche technique et Distribution.
Hunt to Kill est un film canadien réalisé par Keoni Waxman, sorti en 2010.

## Synopsis
Jim Rhodes (Stone Cold Steve Austin), agent de la police des frontières doit composer avec son divorce et le meurtre de son coéquipier. Il élève désormais seul sa fille Kim (Marie Avgeropoulos) dans le Montana. Un jour, des criminels fugitifs les prennent en otage.

## Bref aperçu
Le film commence avec l'agent de la patrouille frontalière Jim Rhodes et son partenaire Lee explorant une remorque apparemment abandonnée au Texas. Avant d'entrer dans la remorque, Lee donne à Jim une montre faite de corde d'escalade qui peut être utilisée comme équipement d'urgence. Ils trouvent un laboratoire de méthamphétamine et sont rapidement attaqués par des hommes qui tirent sur Lee et mettent le feu à la caravane. Lee meurt et Jim est obligé de fuir la caravane avant qu'elle n'explose.
Quelque temps plus tard, un groupe d'hommes a volé des millions de dollars en obligations au porteur du casino Hotel Palacio à Reno. Ils se regroupent dans un entrepôt où les obligations sont volées par l'un des membres du groupe, Lawson. Les autres voleurs, dirigés par le bras droit de Lawson, Banks, parviennent à suivre Lawson jusqu'à Lowery, Montana, où Jim vit maintenant avec sa fille rebelle Kim. Il est appelé pour venir la chercher au bureau du shérif après qu'elle a été surprise en train de voler à l'étalage, seulement pour découvrir que Banks a battu et tué le shérif. Ils forcent Jim à les aider à traverser le désert et à trouver Lawson, menaçant de tuer Kim s'il refuse. Il accepte et le groupe part dans les montagnes. Les voleurs parviennent à rattraper Lawson, qu'ils tuent après avoir récupéré l'argent. En supposant que Kim puisse leur servir de guide, ils poussent Jim d'une falaise.
Maintenant plus en colère qu'avant, Jim survit et chasse les voleurs, les éliminant un par un jusqu'à ce qu'il ne reste plus que Banks. Ce dernier s'enfuit vers un avant-poste tenu par trois flics canadiens. Il assassine les flics et s'enfuit dans l'un de leurs VTT, laissant Kim derrière lui. Jim arrive sur les lieux et prend l'un des VTT restants pour poursuivre Banks, disant à Kim d'utiliser l'autre pour aller chercher de l'aide. Il rattrape Banks dans une usine abandonnée et les deux hommes se battent, aboutissant à ce que Jim tue Banks en le clouant à un mur avec un VTT et en provoquant une explosion avec une fusée éclairante. Le film se termine avec Jim et Kim en sécurité, mais réalisant qu'ils doivent maintenant rentrer chez eux à pied car les autres VTT ont été détruits.

## Fiche technique
- Titre : Hunt to Kill
- Réalisation : Keoni Waxman
- Scénario : Frank Hannah
- Musique : Michael Richard Plowman
- Photographie : Thomas M. Harting
- Montage : Jamie Alain et Amanda I. Kirpaul
- Société de production : Nasser Group et NGN Productions
- Pays :  Canada
- Genre : Action et thriller
- Durée : 98 minutes
- Dates de sortie : 
  -  Canada : 9 novembre 2010

## Distribution
- Stone Cold Steve Austin : Jim Rhodes
- Eric Roberts : Lee Davis
- Gary Daniels : Jensen
- Marie Avgeropoulos : Kim Rhodes
- Gil Bellows : Banks
- Emilie Ullerup : Dominika
- Michael Eklund : Geary
- Donnelly Rhodes : le shérif Westlake
- Michael Hogan : Lawson
- Adrian Holmes : Crab
- Brent Stait : Walt